# تردوبیاته
تردوبیاته (به ایتالیایی: Terdobbiate) یک کومونه در ایتالیا است که در استان نووارا واقع شده‌است. تردوبیاته ۸٫۵ کیلومتر مربع مساحت و ۴۶۵ نفر جمعیت دارد و ۱۲۸ متر بالاتر از سطح دریا واقع شده‌است.